# Super party la birou
Super party la birou (titlu original: Office Christmas Party) este un film de Crăciun american din 2016 regizat de Josh Gordon & Will Speck. Rolurile principale au fost interpretate de actorii Jason Bateman, Olivia Munn, T. J. Miller, Jillian Bell, Vanessa Bayer, Courtney B. Vance, Rob Corddry, Sam Richardson, Randall Park, Kate McKinnon și Jennifer Aniston. Scenariul este realizat de Justin Malen și Laura Solon după o povestire de Jon Lucas și Scott Moore. Filmul a fost lansat la 9 decembrie 2016 de către Paramount Pictures. A avut parte de recenzii împărțite și încasări de  83,4 milioane $ în întreaga lume.

## Distribuție
- Jason Bateman - Josh Parker
- Olivia Munn - Tracey Hughes
- T. J. Miller - Clay Vanstone
- Jennifer Aniston -  Carol Vanstone
- Kate McKinnon - Mary Winetoss
- Jillian Bell - Trina
- Vanessa Bayer - Allison
- Courtney B. Vance - Walter Davis
- Rob Corddry - Jeremy
- Sam Richardson - Joel
- Randall Park - Fred
- Jamie Chung - Meghan
- Abbey Lee - Savannah
- Karan Soni - Nate
- Matt Walsh - Ezra
- Ben Falcone - Doctor
- Oliver Cooper - Drew
- Adrian Martinez - Larry
- Andrew Leeds - Tim
- Da'Vine Joy Randolph - Carla
- Fortune Feimster - Lonny
- Jimmy Butler - rolul său